# Tripus

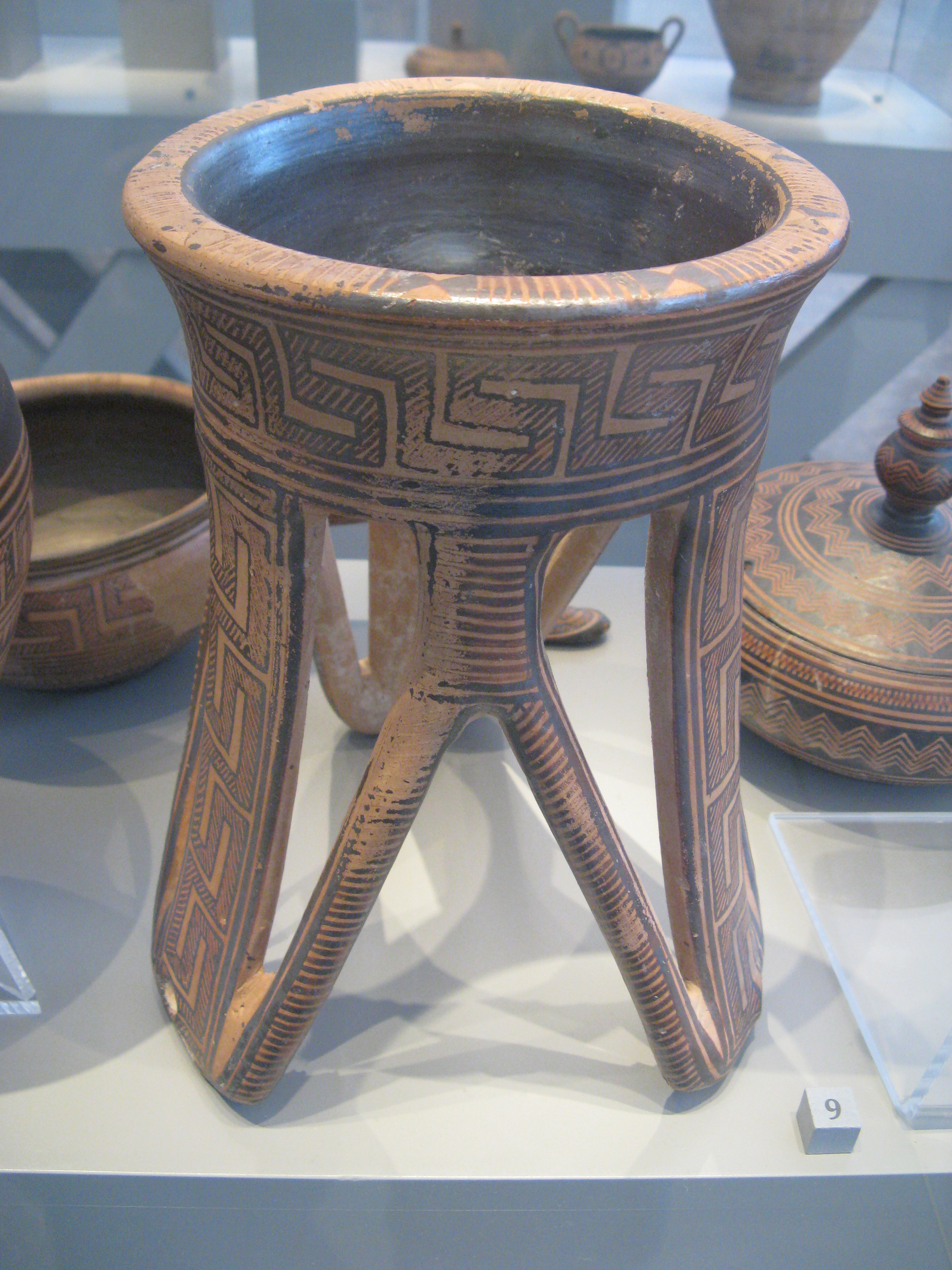
Tripus z doby kolem roku 850 před Kristem

Tripus (starořecky τρίπους, latinsky tripus – trojnožka)) je antický stojan nebo nádoba se třemi nohami. Tripus (mn. č. tripodes) tj. trojnožka existovala téměř ve všech dobách a kulturách. Ve starověkém Řecku se tripodes (hlavně kovové, méně keramické nebo kamenné) nejčastěji používaly jako podstavec pod lebés (kotel) nebo jiné nádoby. Tripus, nádoba ve tvaru polokoule (často se třemi kroužky na vrchních okrajích na přichycení a poklicí) na třech nožkách, sloužil jako varná nádoba. Byl součástí základního vybavení putujících obyvatel nebo vojáků. Tripodes, z nichž mnohé (zejména v klasické době) vyznačovaly vynikajícím zpracováním a bohatým zdobením. Sloužil také jako symbol vítězství nad nepřítelem, jako cena za vítězství v soutěžích (také atletických) nebo jako votivní dar pro božstva.
Britský vědec Michael Ventris v roce 1952 dešifroval text lineárního písma B na hliněné tabulce (má tvar listu a byla nalezena ve třech kusech) objevené v archivní místnosti mykénského paláce v archeologické lokalitě Epano Englianos v Messénii a dokázal, že staří Mykéňané hovořili řečtinou. V textu např. kombinací tří znaků ti-ri-po, získal sylabický (slabičný) ekvivalent řeckého slova tripus (trojnožka). Text uvádí i nádoby, jako např. pánev na pečení (eschara, e-ka-ra), rituální nádobu fiálé (pi-je-ra). Tato zjištění publikoval v éroce 1953 se svým spolupracovníkem Chadwickem ve slavném článku, který zcela změnil dosavadní obraz Egejské doby bronzové.

## Tripus jako cenný dar
V Homérových eposech patří tripus mezi vysoce ceněné výrobky. Např. v devátém zpěvu Iliady si Achájové chtějí udobřit Achillea dary, mezi nimiž je i sedm nových (ohněm nedotčených) tripusů nebo ve třináctém zpěvu Odyssey ho přijal Odysseus jako vzácný dar od Fajáků.
Působivý kolektivní votivní dar byl zlatý tripus, který do Delf věnovaly řecké státy na památku vítězství nad Peršany po bitvě u Platají (479 před Kr.). Tento tripus byl na nohách ozdobený vzájemně propletenými bronzovými hady a na jeho podstavci byly vyryty názvy jedenatřiceti řeckých městských států, které bojovaly proti Peršanům. Podle historika Thukydida na něm bylo původně vyryto elegické dvojverší tohoto znění: Pausanias král, co velel Hellénů vojsku, Foibovi na počest památník postavit dal, rozdrtíc Peršanů šiky. Toto dvojverší složil básník Simonides z Keu.

## Tripus jako měnová jednotka

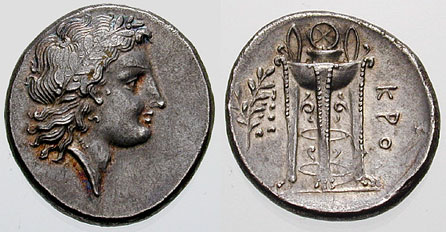
Starořecká mince asi 330–300 před Kristem.

Jednotky hodnoty τριπους a λεβης (kotel) na mincích z Knóssu a Gortynu dokazují, že první tripusy musely být skutečným platebním prostředkem. V homérských eposech je i jejich hodnota několikrát zdůrazněna a srovnáváním je dokonce uvedena poměrně přesně. V Odyssey (XV, 84) je hodnota jednoho tripusu dávána na roveň zlatého poháru nebo dvojice mezků, v Iliadě (VIII, 290), dokonce na hodnotu hřebčína včetně vozíku nebo na hodnotu ženy.

## Tripus jako předmět věštění
Tripus úzce souvisí s kultem Apolla. Sporné je, zda má být Pythia představována na sedátku se třemi nohami, umístěném nad štěrbinou, ze které stoupaly inspirující plyny, nebo na kotlíku, umístěném na trojnožce.
V každém případě lze předpokládat, že existovalo jeho spojení s věštírnou Delphi ještě před posazením Pythie. Vzhledem k úzkému vztahu mezi bohy Apollo a Dionýsos, přešel zvyk věnování tripusů jako zasvěcených darů z Apollónových do Dionýsových svatyní, zatímco ostatní bohové dostávali nabídky tripusů jenom výjimečně a obvykle na pokyn Apolla. Přestože byl používán jako anathéma, stával tripus správně, pokud mu byl přikládán význam nad rámec praktického každodenního života. Vždy však souvisel s vírou ve věštbu a v božská vnuknutí.

## Tripus v Delfách

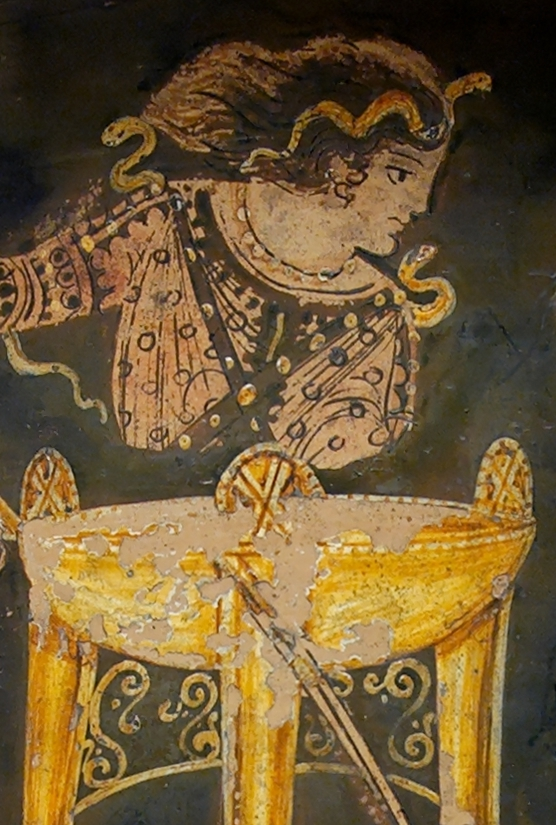
Delfský tripus (330 před kristem)

Ve věštírně v Delfách seděla kněžka Pýthia na zlatém tripusu a v mystickém stavu extáze (zřejmě působením omamných výparů) vydávala nezřetelné zvuky, které zaznamenávaly dva kněží a pak je zpracovávali na těžko pochopitelné odpovědi. O tripusu v delfské věštírně píše historik Diodoros: "... ale poté, co později mnozí spadli do trhliny pod vlivem šílenství a zmizeli, obyvatelé této oblasti přišli na nápad, že toto nebezpečí odstraní tak, že tam umístí jednu ženu jako věštkyni všem tazatelům na proroctví. Aby ani ona nespadla do trhliny, vyrobili jí tripus, ke kterému ji připevnili. Měl tři nohy, proto se nazýval tripus, a troufám si říci, že všechny bronzové tripodes, které existují až dodnes, jsou jeho napodobeniny. " Podle Pausania, když nastal dvacátý rok messénských válek, Pýthia jejich výsledek vyvěštila takto: "Bohové dají messénskou zem a vojenskou slávu těm, kteří první položí obětní dar kolem oltáře v ithómském chrámu, tripodes (trojnožky), ve množství desetkrát deset, Diovi k poctě. Takto rozhodl Zeus. Lest klamná přinese ti přednost, později přijde však trest, vždyť nelze oklamat boha. Čiň, jak káže suďba, dnes jednomu, zítra zas jiným." Pýthie přitom vyvěštila Sparťanům vítězství, jen pokud použijí nějakou lest, zatímco druhou stranu varovala před úskokem Sparťanů. Nakonec v této válce zvítězili Sparťané, kteří do messénskeho chrámu boha Dia na hoře Ithómi přinesli keramické tripodes zatímco Messéňané bohu věnovali jen méněcenné dřevěné.

## Tripus jako pojmenování ulice
Nejširšími ulicemi (12 m) starověkých Athén byly Panatenajská ulice a ulice Trojnožek. Ulice Trojnožek (vedla ze středu města k branám) dostala název podle bronzových trojnožek, které dostávali chorégoi jako vítěznou cenu v soutěžích dithyrambos na dionýsách. Dithyramby předváděl padesátičlenný soubor bez masek, který tančil a zpíval v orchestru divadla (na náklady bohatého chorégos jmenovaného fýlou). Vítězný chorégos (mn. č. chorégoi) potom trojnožku věnoval bohům. Trojnožky se stavěly i na střechy malých chrámů. Protože jich rychle přibývalo (každoročně se získávaly dvě ceny: jedna za vítězství chlapců, druhá za vítězství mužů), vznikla z nich celá ulice.

## Galerie

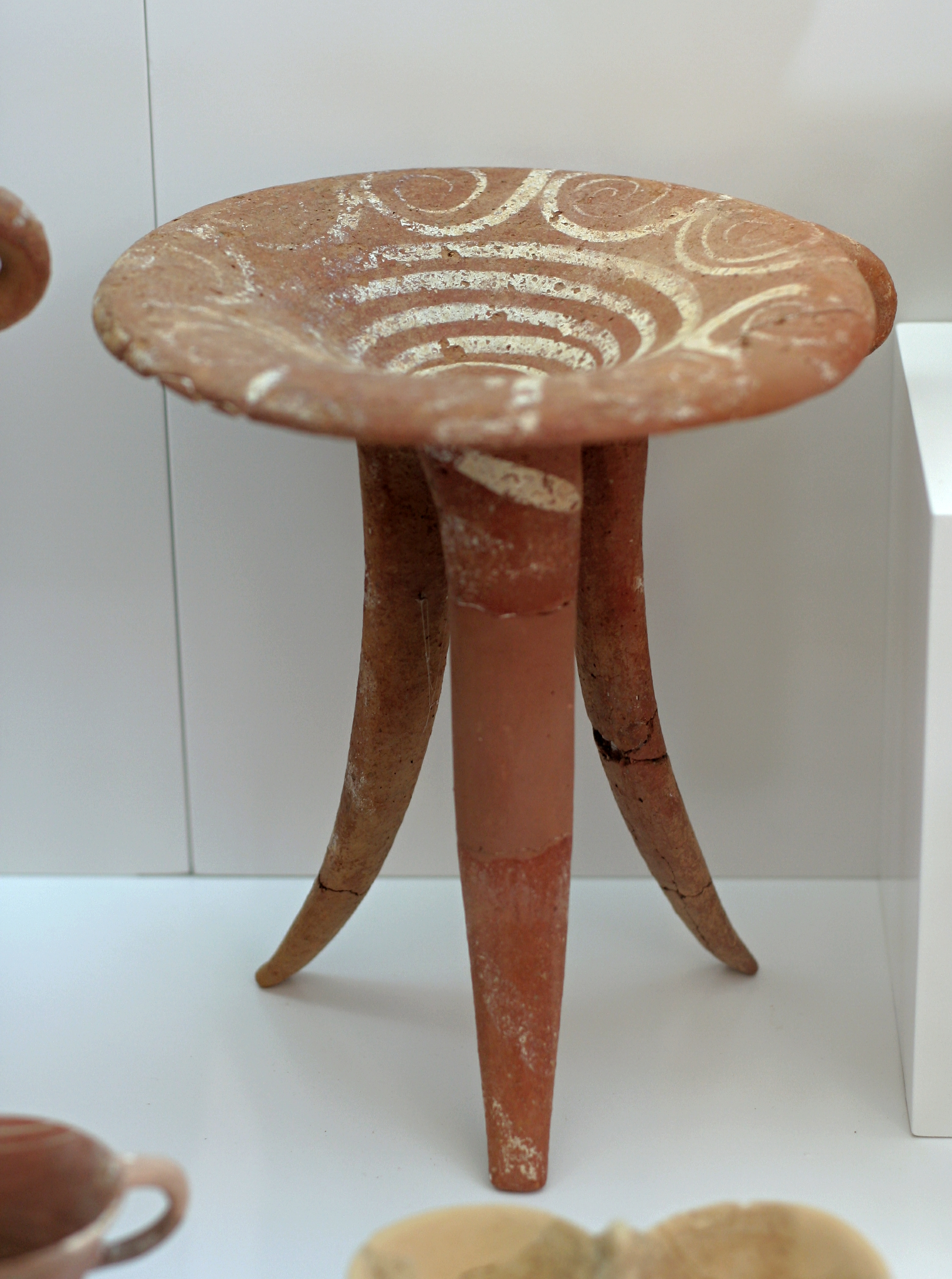
Minojský terakotový tripus, 1800 – 1700 před Kr.
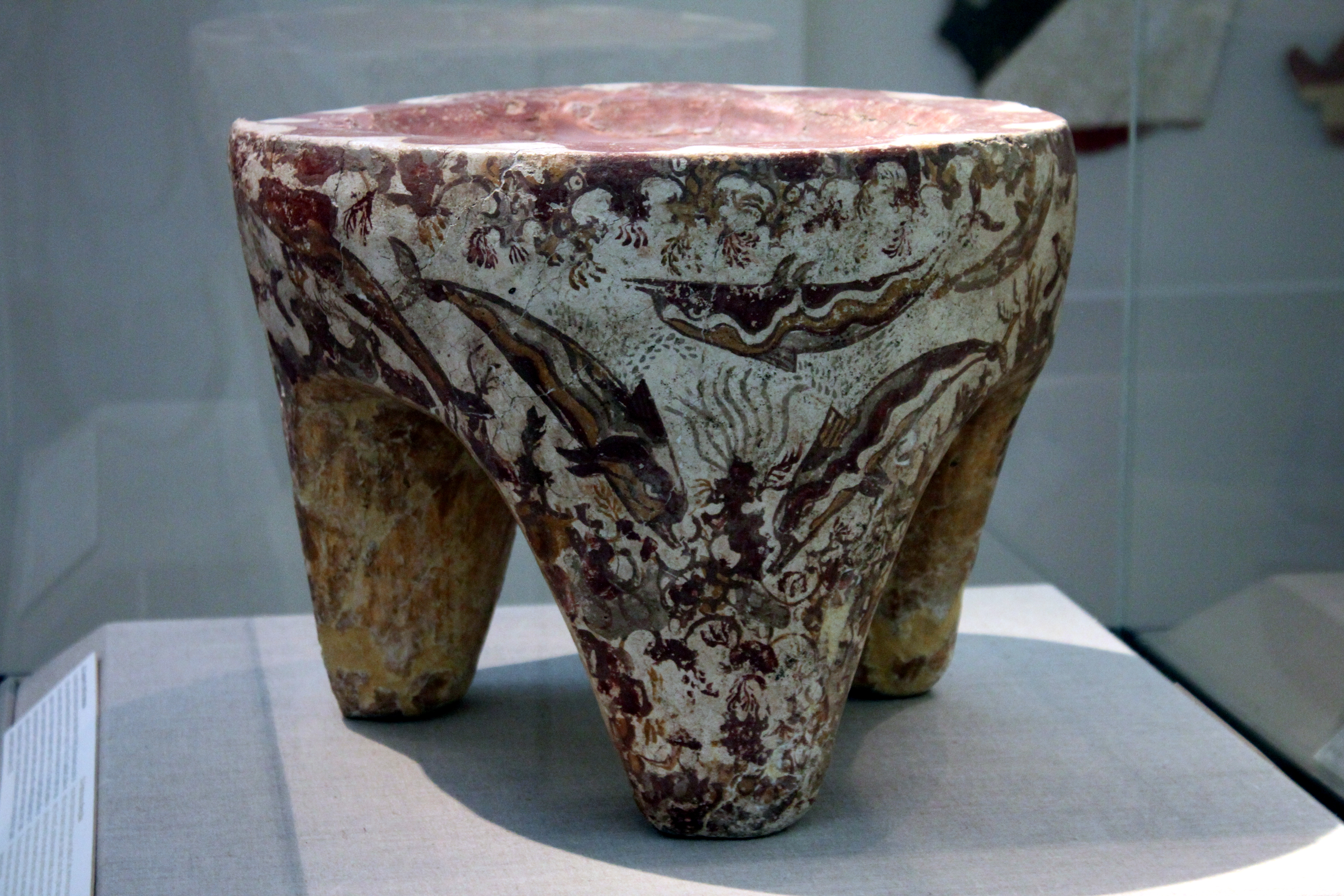
Kamenný oltář (tripus) z Akrotiri, 17. stol. před Kr.
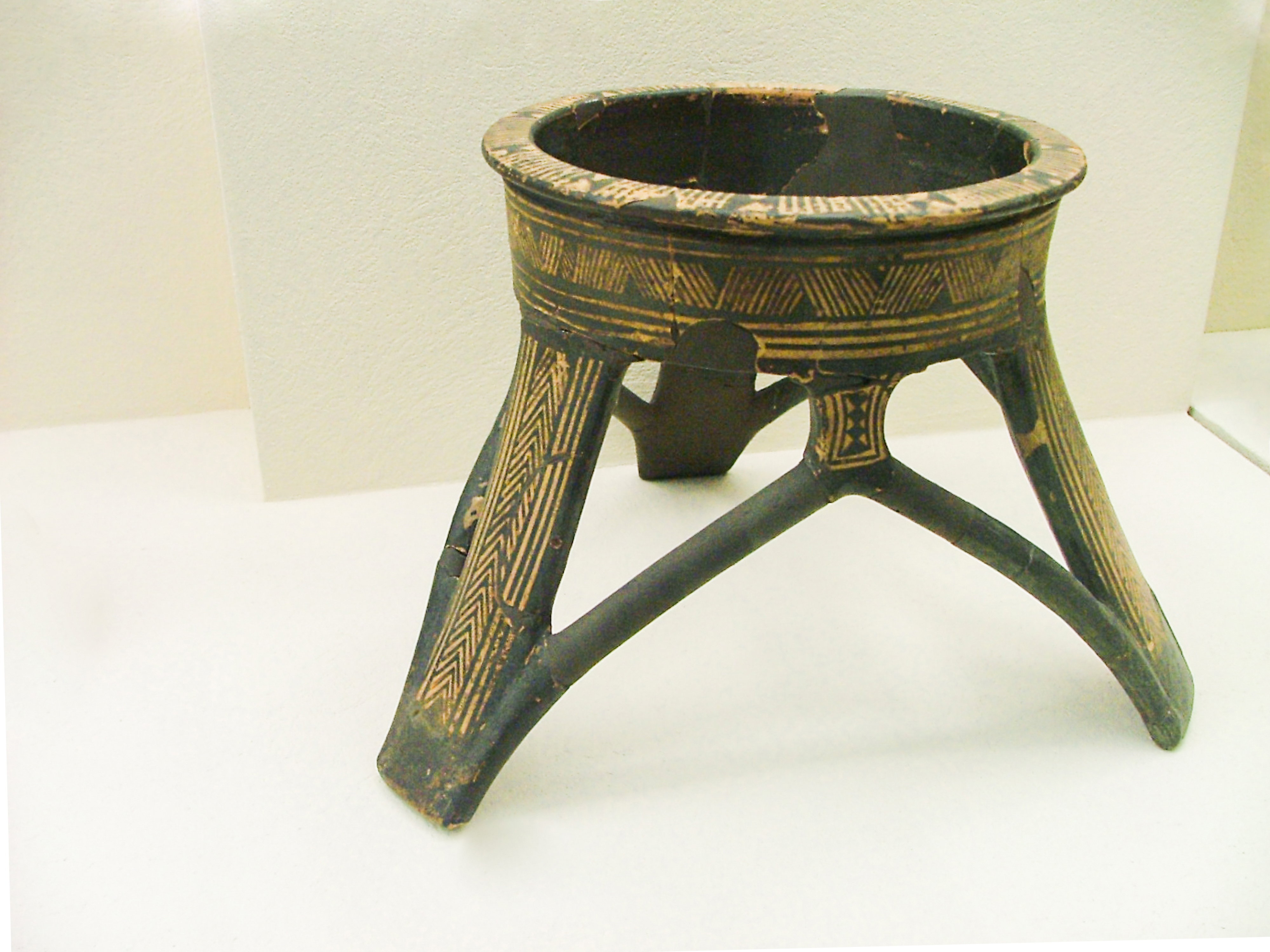
Starořecký tripus z období cca 950 – 900 před Kr., Archeologické muzeum v Kerameikos, Ahény
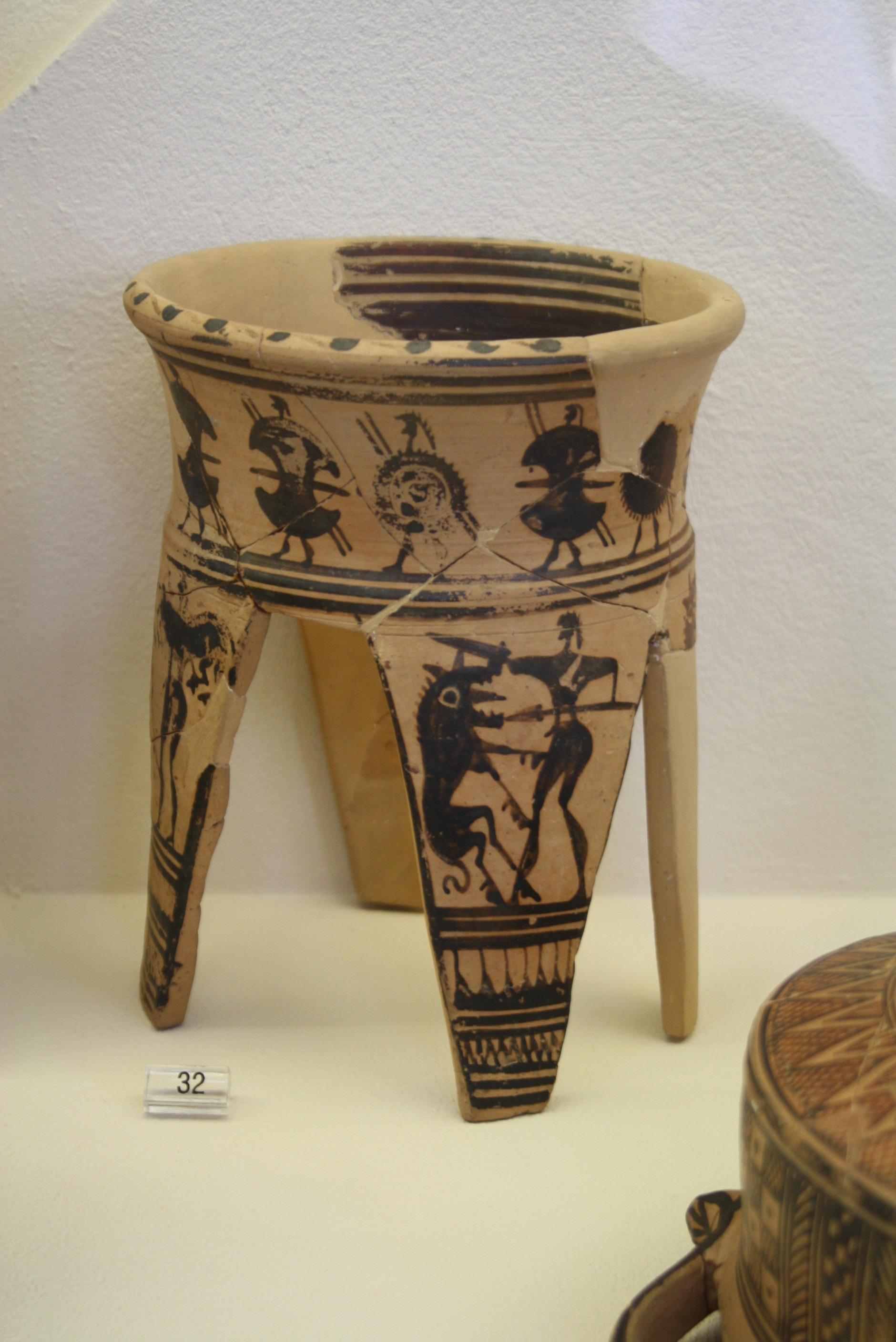
Keramický tripus z 8. století před Kr., Archeologické muzeum Kerameikos, Athény
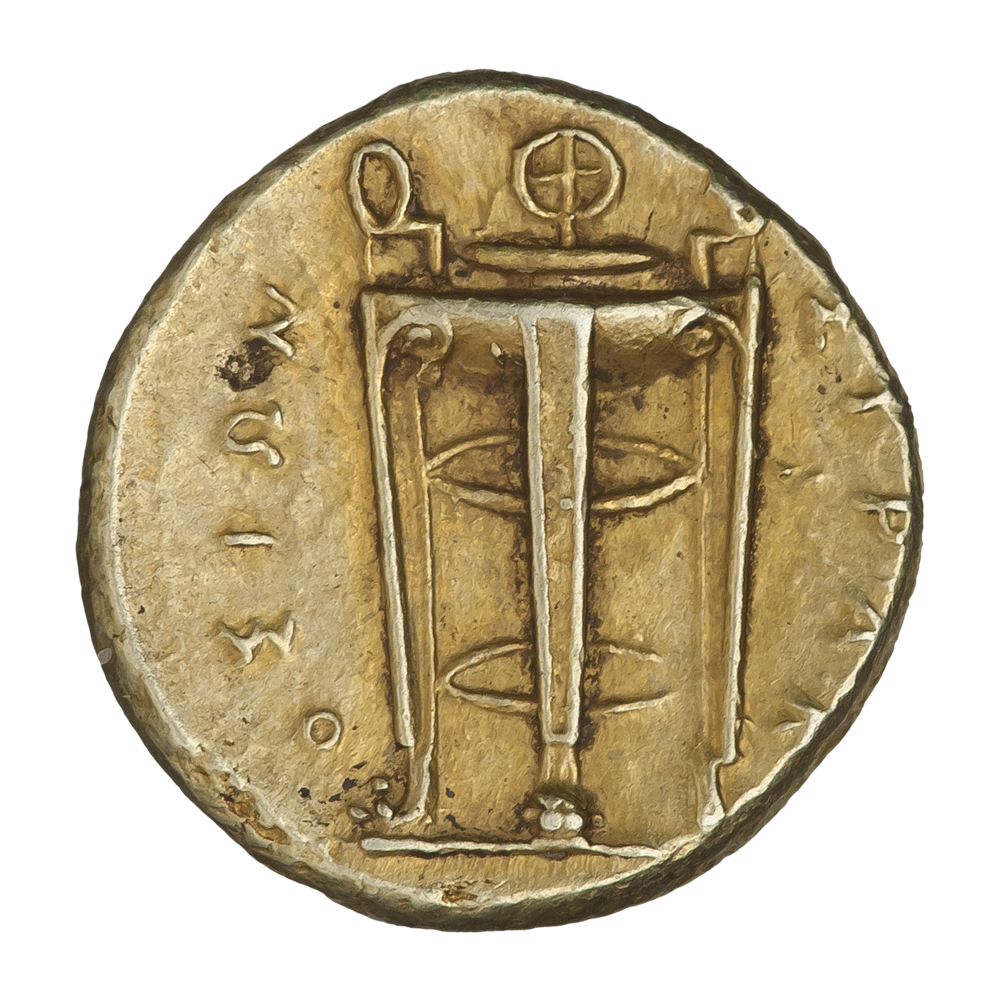
Syrakúská mince tyrana Agathokla (317–289 před Kr.) vyrobená ze směsi zlata a stříbra), zobrazující tripus, 310–300 před Kr.
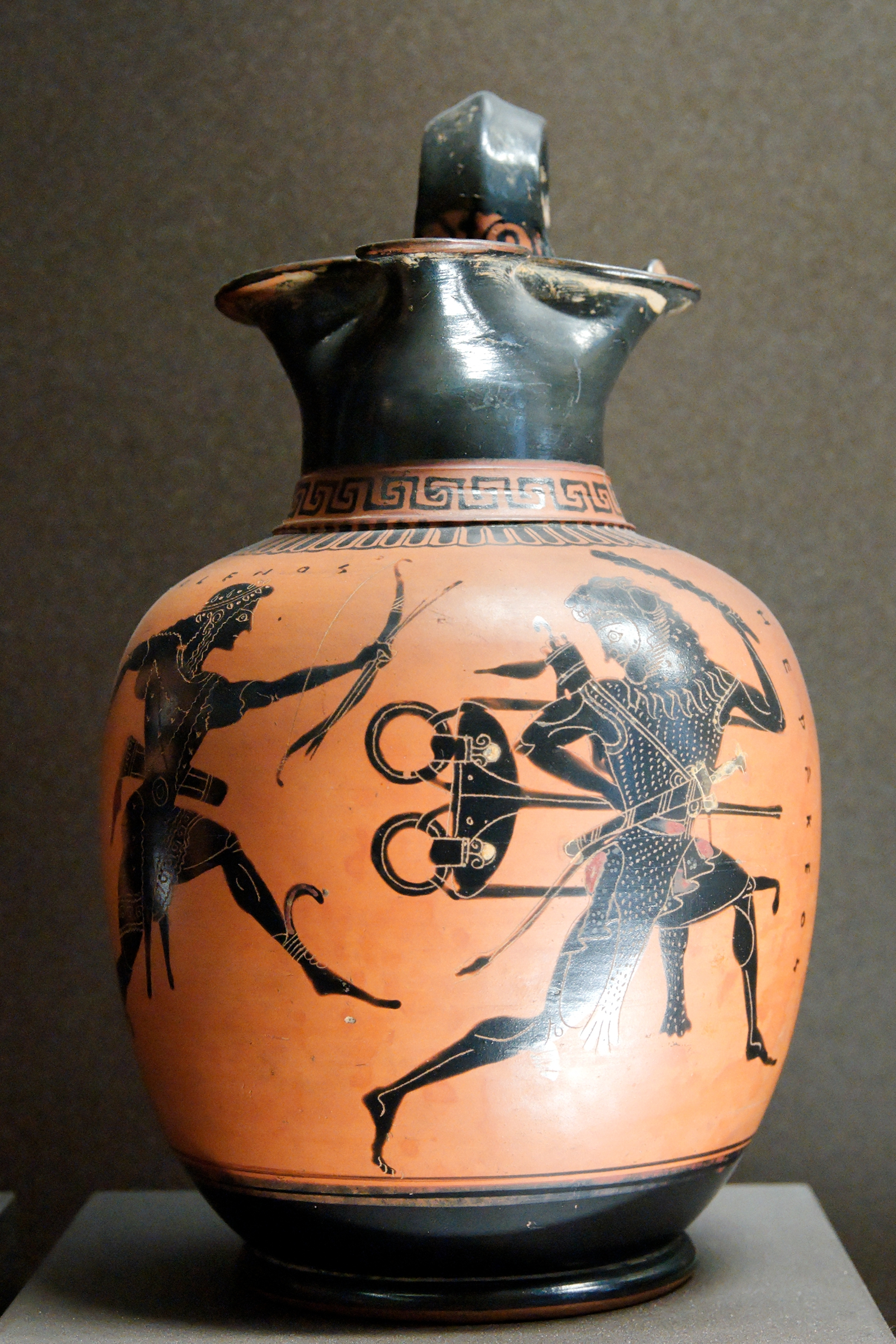
Spor Hérakla a Apolóna o delfský tripus, atické černofigurové oinochoé, cca 520 před Kr.
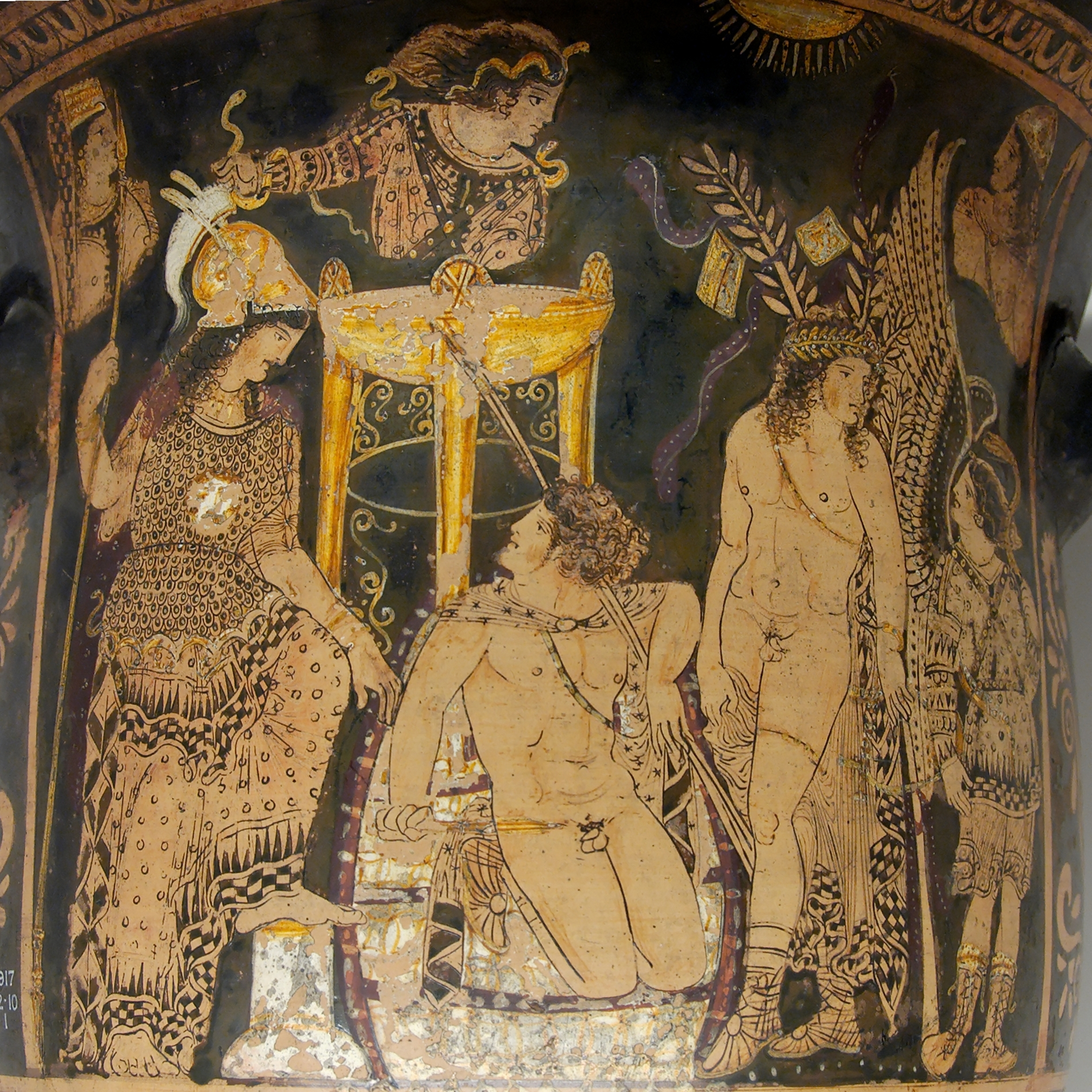
Červenofigurový zvoncový krátér, Orestes v Delfách. cca 330 před Kr.
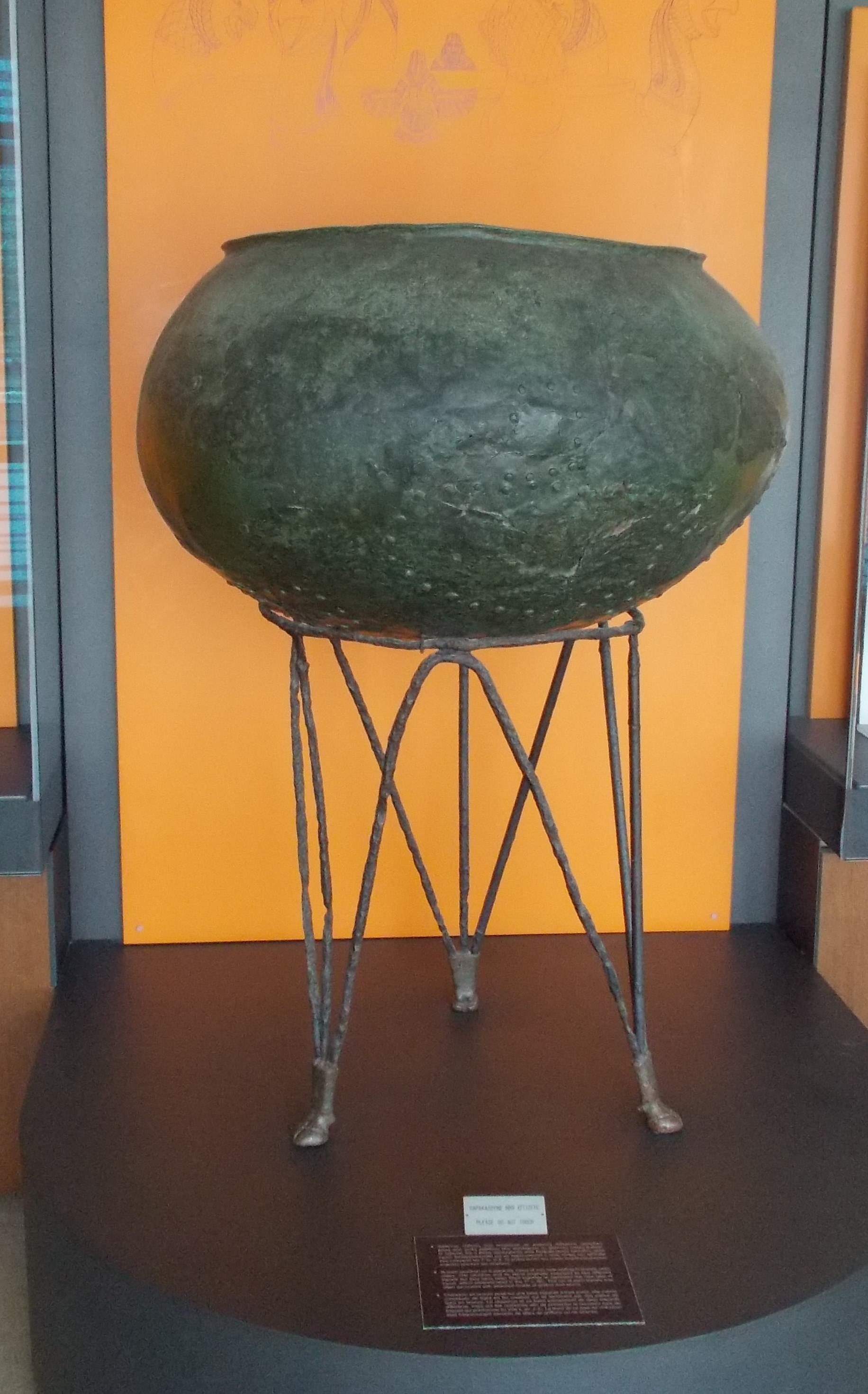
Tripus s kotlíkem, Archeologické muzeum v Delfách